# Paesi Bassi (regione storica)

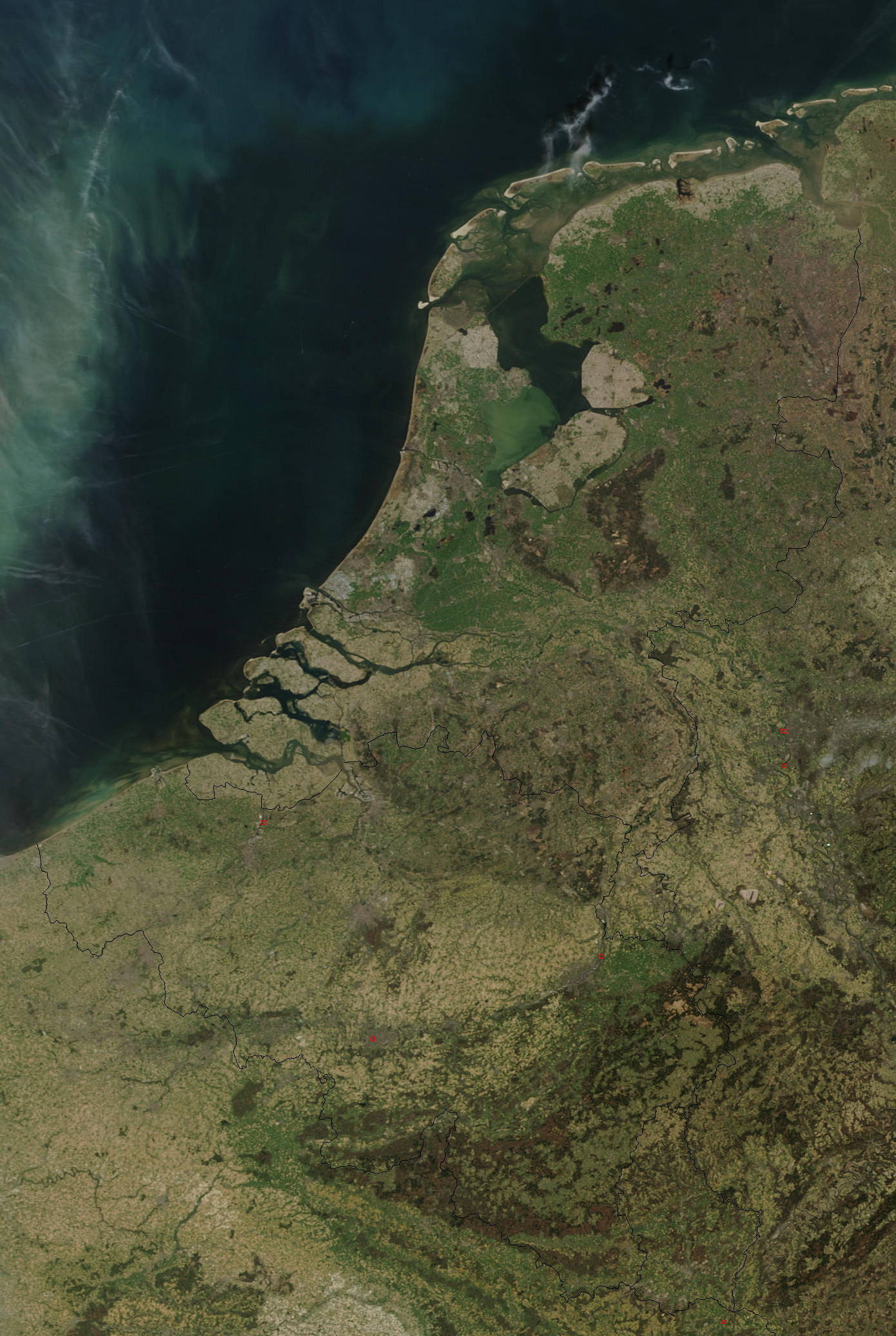
I Paesi Bassi

Paesi Bassi (in olandese Nederland o Lage Landen ed in inglese Netherlands) è un'espressione che definisce una regione dell'Europa occidentale caratterizzata da una cultura e una storia comune. Il termine è appropriato soprattutto per i periodi del medioevo e dell'era moderna in cui l'area si trovò ad essere più o meno unificata politicamente. L'espressione odierna più vicina è quella di Benelux.
I confini geografici della regione non sono chiaramente definiti, ma il suo territorio viene fatto corrispondere abitualmente ai regni belga e nederlandese, al Granducato del Lussemburgo, ai cosiddetti Paesi Bassi francesi e ad alcuni territori dell'ovest della Germania, come ad esempio la Frisia orientale.
Un movimento politico nazionalista, principalmente neerlandofono, milita per la riunificazione di questi territori in un unico stato, detto Grandi Paesi Bassi. Versioni più ampie e meno comuni di tale movimento politico includono nei Grandi Paesi Bassi anche il Suriname, le ex zone di lingua olandese di Meuse-Rhenish, che porrebbero il confine tra Germania e questo ipotetico stato approssimativamente sul Reno, e i territori etnicamente olandesi dei Boeri o di lingua afrikaans, che fanno parte del Sudafrica.